# Pseudovelleda pulchra
Pseudovelleda pulchra là một loài bọ cánh cứng trong họ Cerambycidae.